# Drosophila cardami
Drosophila cardami är en tvåvingeart som beskrevs av Oswald Duda 1936. Drosophila cardami ingår i släktet Drosophila och familjen daggflugor.
Artens utbredningsområde är Indien.